# Galaktoza
Galaktoza je vrsta sladkorja, ki je manj sladka kot glukoza. Imamo jo za hranljivo sladilo, ker vsebuje prehransko energijo. Ime izvira iz starogrške besede za mleko (galactos). Najdemo jo v mlečnih izdelkih, sladkorni pesi, smolah ter rastlinskih sluzeh. Sintetizira se tudi v telesu, kjer sestavlja del glikolipidov in glikoproteinov v nekaterih tkivih.

V jetrih se galaktoza pretvori v glukoza-6-fosfat.